# Kplayer
Kplayer è un lettore multimediale per sistemi Unix-like che usano KDE (K Desktop Environment).
Con Kplayer è possibile riprodurre facilmente una grande varietà di file video e audio, oppure stream, usando un'interfaccia ricca e user-friendly che segue gli standard KDE.

## Caratteristiche
Caratteristiche incluse in Kplayer:
- riproduzione di video, audio e sottotitoli da file, URL, DVD, VCD, audio CD, TV, DVB e KDE I/O Slaves.
- regolazione del volume, contrasto, luminosità, gamma e saturazione
- opzioni di zoom, schermo intero e aspetto fisso.
- visualizzatore dello stato e dell'avanzamento del player.
- libreria multimediale per organizzare i file multimediali e gli stream
- menu di configurazione
- proprietà del file per impostare le sue opzioni specifiche.